# Imputazione di omicidio per uno studente
Imputazione di omicidio per uno studente è un film del 1972 diretto da Mauro Bolognini.

## Trama
In occasione di uno scontro tra operai e studenti e polizia rimangono uccisi un poliziotto e uno studente; della morte del poliziotto viene incolpato uno studente. Scoperto chi è il responsabile del delitto, il giudice incaricato delle indagini si dimette.